# Soline, Dugi otok
Soline so manjše naselje na Dugem otoku (Hrvaška), ki upravno spada pod občino Sali Zadrske županije.

## Geografija
Soline ležijo ob velikem globokem zalivu Solinšćica na severozahodnem delu otoka, na prostoru na katerem so bile nekoč soline, po katerih je kraj tudi dobil ime. Naselje je s cesto povezano z ostalimi kraji na otoku. Najbližji kraji so Božava, Verunić in Veli Rat. Okoli 1 km južno od naselja je najlepša »divja plaža« Saharun.
V velikem zalivu Solinšćica je sidrišče za večja plovila. V dnu zaliva je manjši pomol, dolg okoli 20 m. Globina morja pri pomolu je do 2 m.

## Demografija
| Pregled števila prebivalcev po letih | Pregled števila prebivalcev po letih | Pregled števila prebivalcev po letih | Pregled števila prebivalcev po letih | Pregled števila prebivalcev po letih | Pregled števila prebivalcev po letih | Pregled števila prebivalcev po letih | Pregled števila prebivalcev po letih | Pregled števila prebivalcev po letih | Pregled števila prebivalcev po letih | Pregled števila prebivalcev po letih | Pregled števila prebivalcev po letih | Pregled števila prebivalcev po letih | Pregled števila prebivalcev po letih | Pregled števila prebivalcev po letih | Pregled števila prebivalcev po letih |
| ------------------------------------ | ------------------------------------ | ------------------------------------ | ------------------------------------ | ------------------------------------ | ------------------------------------ | ------------------------------------ | ------------------------------------ | ------------------------------------ | ------------------------------------ | ------------------------------------ | ------------------------------------ | ------------------------------------ | ------------------------------------ | ------------------------------------ | ------------------------------------ |
| 1857                                 | 1869                                 | 1880                                 | 1890                                 | 1900                                 | 1910                                 | 1921                                 | 1931                                 | 1948                                 | 1953                                 | 1961                                 | 1971                                 | 1981                                 | 1991                                 | 2001                                 | 2011                                 |
| 225                                  | 0                                    | 249                                  | 297                                  | 304                                  | 329                                  | 329                                  | 329                                  | 384                                  | 376                                  | 347                                  | 356                                  | 145                                  | 124                                  | 66                                   | 39                                   |

## Zgodovina
V starih listinah se kraj prvič omenja v 12. stoletju. Soline so eno najstarejših naselij na otoku. Vaška cerkev sv. Jakova je bila postavljena v 15. in obnovljena v 19. stoletju.